# Estación Las Américas (MIO)
Las Américas es una de las estaciones del Sistema Integrado de Transporte MIO, en la ciudad de Cali, inaugurado en el año 2008.

## Ubicación
Está ubicada en la avenida 3 con calle 23AN, en el barrio Versalles, y debe su nombre a que la avenida 3N es popularmente conocida en el sector como Avenida de las Américas, por existir desde hace años en los postes de energía eléctrica en el separador de la misma, placas con escudos y banderas de los distintos países de América, además de España.

## Características
La estación posee un acceso peatonal sobre la calle 23AN y consta de un vagón bidireccional, es decir, con plataformas de parada en ambos sentidos. Debido a que ninguna de las estaciones del corredor troncal de la avenida 3N fue diseñada con carriles solo bus para adelantar y a la gran cantidad de rutas que pasan por el sector, varias de estas no atienden la estación, tales como la T52, P21A y P52D, las cuales atienden parada en la estación Versalles, ubicada a dos manzanas.

## Servicios de estación

### Rutas expresas
| Ruta | Estación Origen             | Estación Destino            | Sentido (N/S) |
| ---- | --------------------------- | --------------------------- | ------------- |
| E21  | Terminal Menga Av 3N Cl 70N | Universidades Cra 100 Cl 16 | Ambos         |
| E27  | Terminal Menga Av 3N Cl 70N | Capri Cl 5 Cra 78           | Ambos         |

### Rutas pretroncales
| Ruta | Origen                              | Trayecto                                                                                           | Destino                     |
| ---- | ----------------------------------- | -------------------------------------------------------------------------------------------------- | --------------------------- |
| P21E | Terminal Menga Av 3N Cl 70N         | Av 3N - Cl 52N - Av 6N - Av 6AN - Cl 35N - Av 2BN - Av 3N - Av. Pasoancho - Cra 80 - Cl 5 - Cr 100 | Universidades Cra 100 Cl 16 |
| P30B | Barrio Floralia                     | Cr 2AN - Cl 84N - Cr 4N - Cr 5N - Cl 34N - Av 3N - Av 2N - Cl 8 - Cr 10 - Cl 15                    | CAM - Petecuy Cl 15 Cr 8    |
| P62A | Terminal Simón Bolívar Cl 25 Cra 66 | Cr 66 - Cl 5 - Cr 1 (Túnel Av. Colombia) - Av 4N - Cl 23CN - Av 3N                                 | Fin del recorrido           |
| P62D | Terminal Simón Bolívar Cl 25 Cra 66 | Cr 66 - Cl 16 - Cl 14 - Cl 13 - Cr 15 - Cl 15 - Cl 18N - Av 4N - Cl 23CN - Av 3N                   | Fin del recorrido           |

### Rutas circulares
| Ruta | Origen                             | Trayecto                                                                                                | Destino                            |
| ---- | ---------------------------------- | --- | ---------------------------------- |
| C302 | Terminal Menga Av 3N Cl 70N        | Cl 70 - Cr 1 - Cl 34N - Av 3N - Cl 13 - Centro - Cl 15 - Cl 18N - Av 6N - Cl 70                         | Terminal Menga Av 3N Cl 70N        |
| C320 | Paso del Comercio Cra 1 Cl 71      | Cl 70N - Av 6N - Centro - Av. de las Américas - Cra 1                                                   | Paso del Comercio Cra 1 Cl 71      |
| C502 | Terminal Aguablanca Cra 28D Cl 101 | Troncal de Aguablanca - Centro - Av 3N - Paso del Comercio - Av. Ciudad de Cali - Andrés Sanín          | Terminal Aguablanca Cra 28D Cl 101 |
| C520 | Terminal Aguablanca Cra 28D Cl 101 | Andrés Sanín - Av. Ciudad de Cali - Paso del Comercio - Cl 70N - Av 3N - Centro - Troncal de Aguablanca | Terminal Aguablanca Cra 28D Cl 101 |

### Rutas alimentadoras
| Ruta | Origen               | Trayecto                              | Destino           |
| ---- | -------------------- | ------------------------------------- | ----------------- |
| A05  | Inicio del recorrido | Av 2N - Av 4Oe - Cr 1 - Av 4N - Av 6N | La Portada al Mar |